# Pitvaros
Pitvaros is een plaats (község) en gemeente in het Hongaarse comitaat Csongrád. Pitvaros telt 1579 inwoners (2008).